# Alexine Tinne

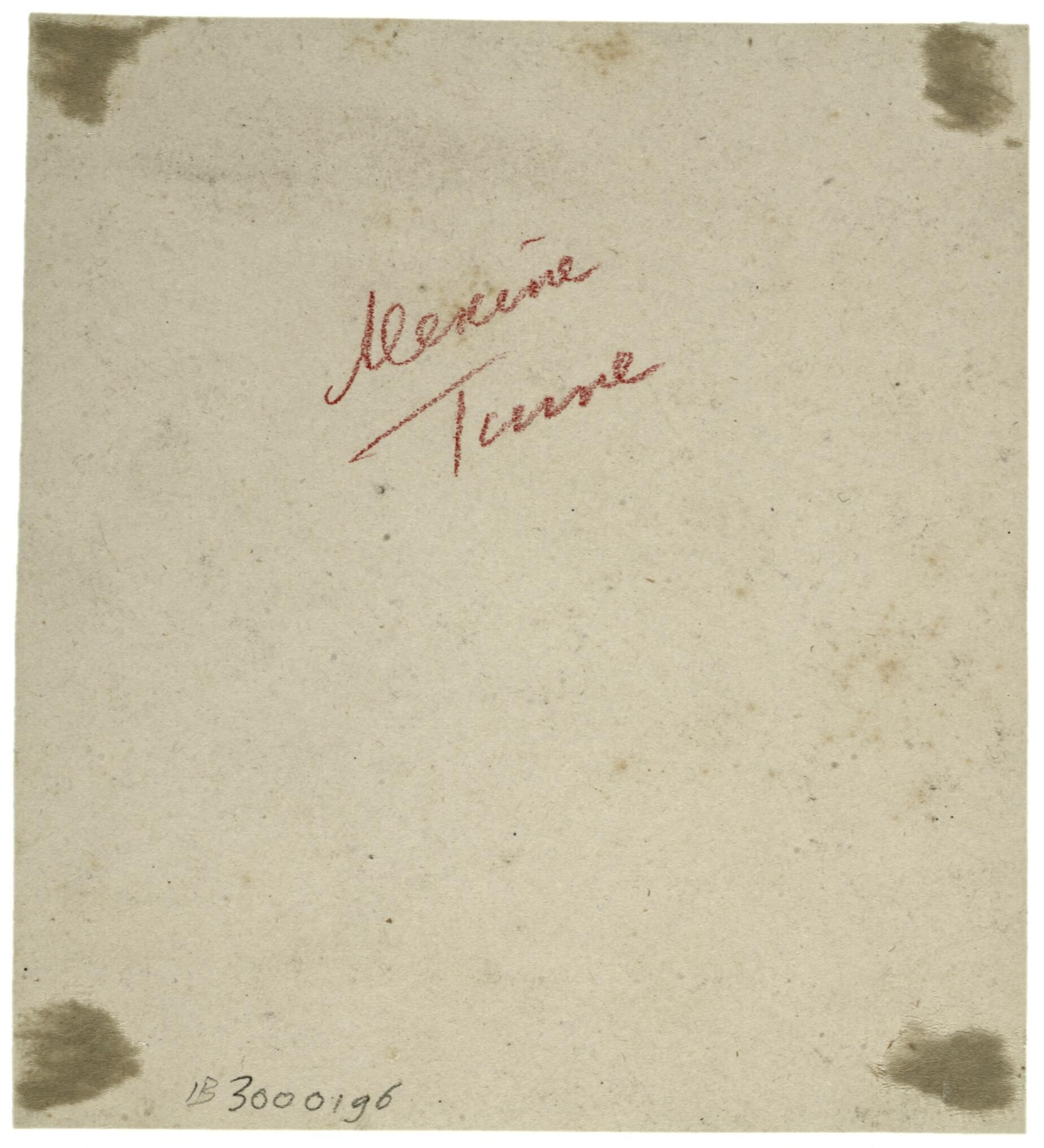
Firma di Alexine Tinne

Alexandrine Pieternella Françoise Tinne, Alexine (L'Aia, 17 ottobre 1835 – 1º agosto 1869), è stata un'esploratrice olandese attiva in Africa, nonché la prima donna europea a tentare la traversata del Sahara.

## Gioventù ed istruzione
Alexine era la figlia di Philippe Frédéric Tinne, mercante olandese che si trasferì in Inghilterra durante le guerre napoleoniche per poi tornare nella terra natale, e della baronessa Henriëtte van Capellen. Henriëtte, figlia di un famoso viceammiraglio olandese, Theodorus Frederik van Capellen, era la seconda moglie di Philippe, ed Alexine nacque quando lui aveva 63 anni. La giovane Alexine fu istruita a casa mostrando grandi qualità al pianoforte. Il ricco padre morì quando lei aveva 10 anni, lasciandola ricca ereditiera nei Paesi Bassi.

## Viaggi in Africa centrale e nordorientale

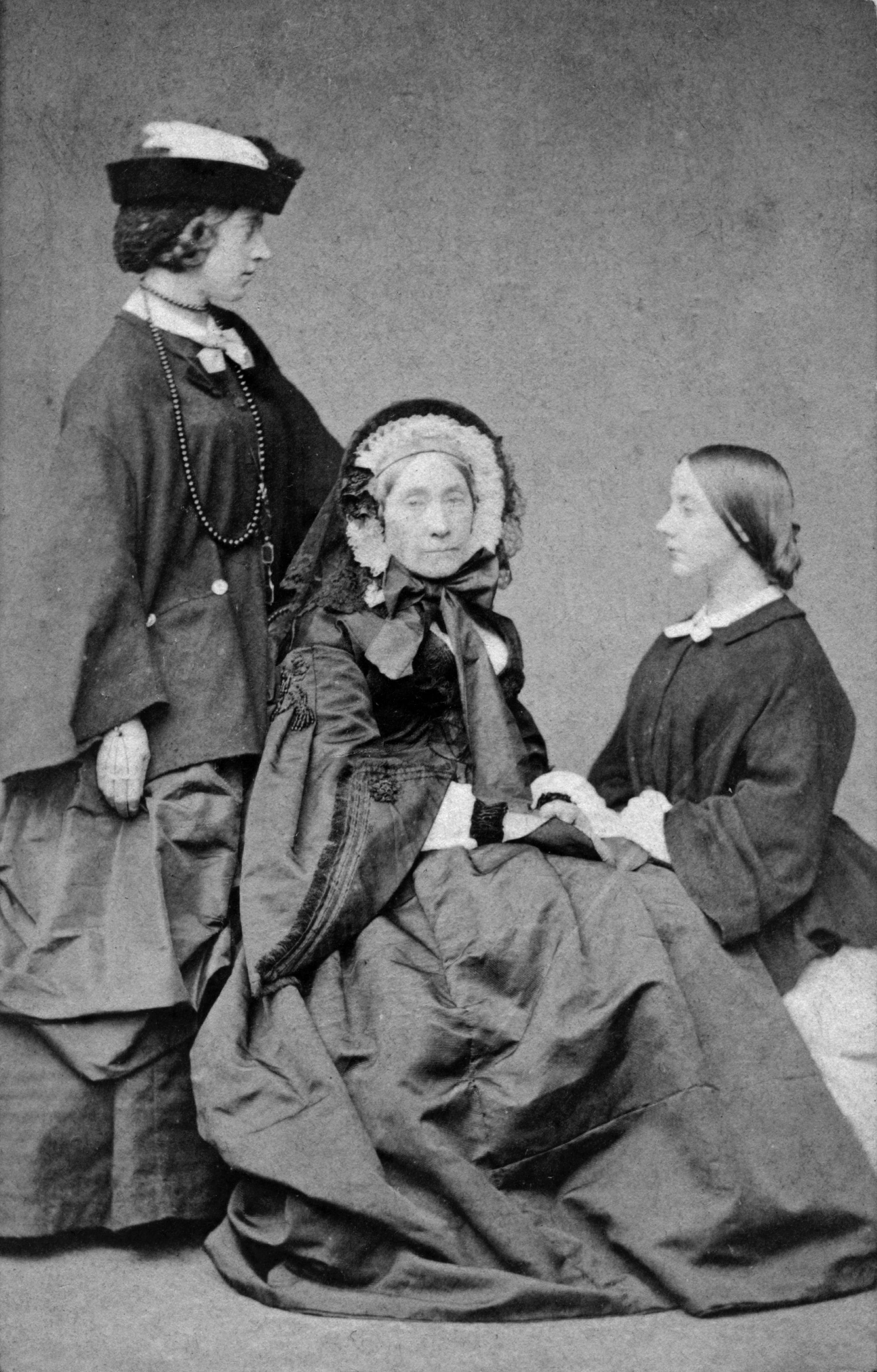
Alexine Tinne e la madre (sinistra e centro) (Robert Jefferson Bingham, novembre 1860)

Lei e la madre viaggiarono molto in Norvegia, Italia e nel Medio Oriente, visitando anche l'Egitto. Alexine (come preferiva essere chiamata) ed Henriëtte furono le prime donne occidentali a risalire il Nilo Bianco oltrepassando quattro gradi di latitudine e giungendo a Gondokoro il 30 settembre 1862. Ammalatasi, Alexine non fu in grado di proseguire e fu obbligata a fare ritorno a Khartum. I suoi piani di unirsi alla ricerca della sorgente del Nilo non furono mai realizzati. Durante il suo secondo viaggio sul fiume Gazelle, Alexine Tinne divenne la prima donna occidentale a raggiungere il confine delle terre Zande nell'estate del 1863. Nell'ultimo viaggio nelle terre Touareg, inoltre, fu la prima donna occidentale ed entrare nel Sahara, raggiungendo la zona tra Murzuch e Ghat nel luglio 1869, prima di venire uccisa il 1º agosto 1869. Alexine Tinne fu la prima fotografa nei Paesi Bassi ad aver prodotto circa 40 grandi fotografie, ritraendo luoghi di L'Aia e degli interni della sua casa di Lange Voorhout 32.
Per il primo grosso viaggio in Africa centrale Alexine Tinne partì dall'Europa nell'estate del 1861 diretta alle regioni del Nilo Bianco. Dopo aver soggiornato al famoso Shepheard's Hotel di Il Cairo, accompagnata dalla madre e dalla zia, partì il 9 gennaio 1862. Dopo una breve sosta a Khartum il gruppo risalì il Nilo Bianco fino a Gondokoro, dove furono obbligati a tornare a Khartoum il 20 novembre. Subito dopo il ritorno Theodor von Heuglin e Hermann Steudner si incontrarono con le Tinne e pianificarono un viaggio fino al fiume Gazelle (Bahr al-Ghazal), affluente del Nilo Bianco, in modo da poter raggiungere le terre dei 'Niam-Niam'(Zande). Heuglin e Steudner partirono da Khartoum il 25 gennaio, alla testa della spedizione. Le due Tinne li seguirono il 5 febbraio. Heuglin aveva in testa anche un'esplorazione geografica, deciso ad esplorare la regione inesplorata oltre il fiume per scoprire quanto ad ovest si estendeva il bacino del Nilo. Voleva anche verificare i racconti di un grande lago in Africa centrale ad est delle terre già conosciute, molto probabilmente le distese lacustri del Congo centrale.

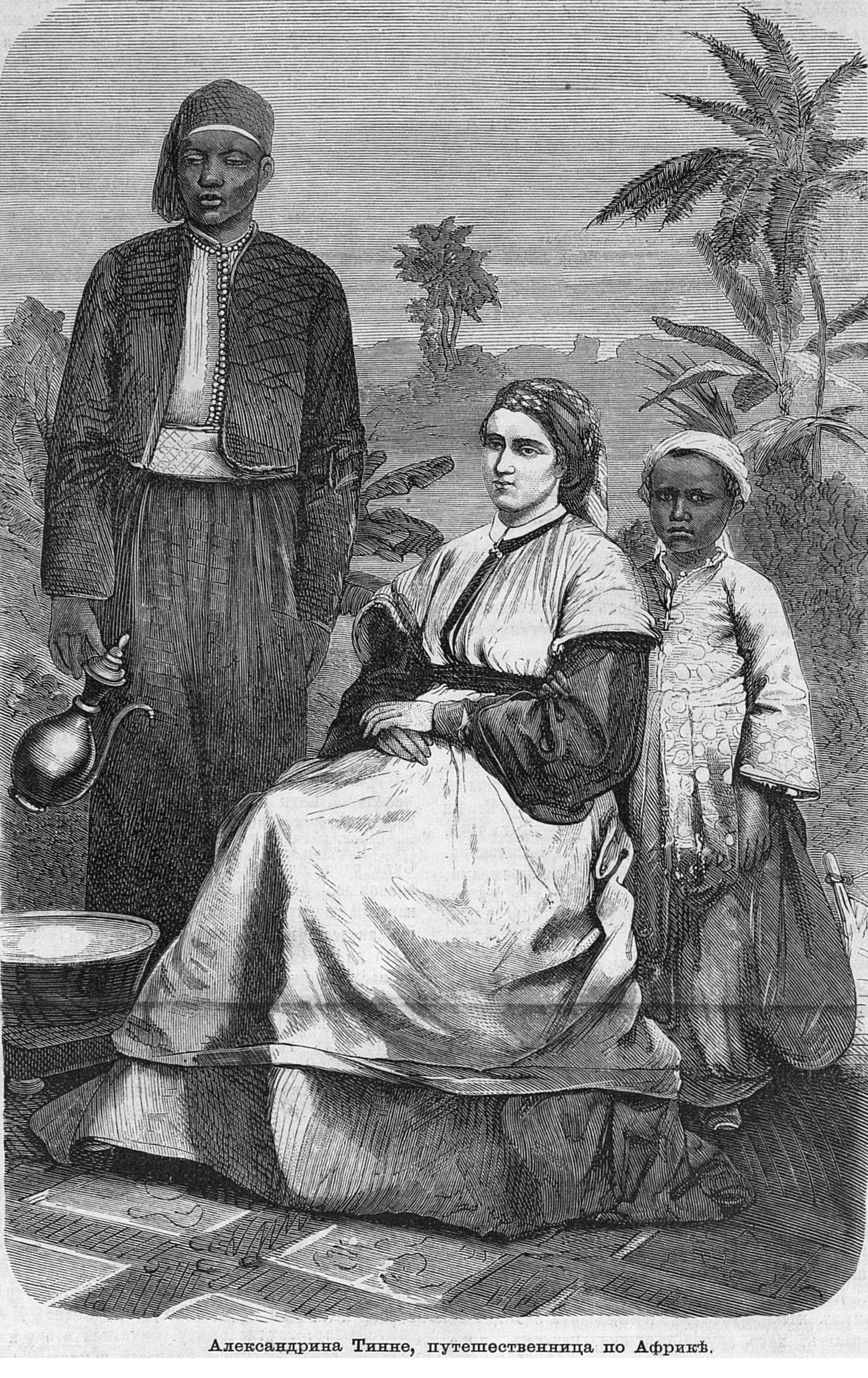
Alexine Tinne in Africa

Risalendo il Bahr-el-Ghazal, il termine della navigazione fu raggiunto il 10 marzo. Da Meshra-er-Rek fu iniziato un viaggio via terra, oltre il fiume Bahr Jur ed a sudovest del Bahr Kosango fino a Jebel Kosango, al confine con le terre Niam-Niam. Durante il viaggio tutti i partecipanti si ammalarono di una grave forma d febbre. Steudner morì ad aprile e Madame Tinne, madre di Alexine, a luglio, seguita da due servitori olandesi. Doo numerose fatiche e pericoli quel che restava del gruppo raggiunse Khartoum alla fine di marzo del 1864, dove morì la zia di Tinne che era rimasta a Khartoum. Dopo aver sepolto la zia ed uno dei due servitori, Alexine Tinne, devastata dalle morti, tornò a Berber, Suakin e poi a Il Cairo, portando con sé i corpi dell'altro servitore e della madre. John Tinne, suo fratellastro di Liverpool, visitò Alexine nel gennaio/febbraio 1865 con l'intenzione di convincerla a seguirlo a casa. Alexine non si fece convincere e John ripartì con i due corpi e buona parte della sua collezione etnografica. Il corpo della madre fu sepolto nel cimitero di Oud Eik en Duinen a L'Aia. La collezione etnografica di Alexine fu donata da John al museo pubblico (oggi Liverpool World Museum).
I risultati geografici e scientifici della spedizione furono di estrema importanza, come dimostrato dalle opere di Heuglin intitolate Die Tinne'sche Expedition im westlichen Nilgebiet (1863–1864) (Gotha, 1865) e Reise in das Gebiet des Weissen Nils (Lipsia, 1869). Una descrizione effettuata da T. Kotschy e J. Peyritsch di alcune delle piante scoperte dalla spedizione fu pubblicata a Vienna nel 1867 col titolo di Plantae Tinneanae, e descriveva 24 nuove specie comprese 19 della famiglia della mente.
Ad Il Cairo Tinne visse in modo orientale per quattro anni, visitando Algeria, Tunisia ed altre parti del Mediterraneo. Un tentativo di raggiungere i Tuareg nel 1868 da Algeri fallì.

## Spedizione nel Sahara e morte
Nel gennaio 1869 riprovò di nuovo a raggiungere i Tuareg. Partì da Tripoli con una carovana, decisa a proseguire fino al lago Ciad, e da qui attraverso Ouaddai, Darfur e Kordofan per raggiungere l'altro Nilo. A Murzuch incontrò l'esploratore tedesco Gustav Nachtigal, con il quale era decisa ad attraversare il deserto. Dato che Nachtigal voleva raggiungere prima i monti Tibesti, lei partì da sola verso sud. La sua carovana scese lentamente. A causa delle sue malattie (attacchi di gotta, infiammazione agli occhi) non fu in grado di mantenere l'ordine nel gruppo.
La mattina presto del 1º agosto lungo la rotta da Murzuch a Ghat fu uccisa assieme a due marinai olandesi del suo gruppo, probabilmente dai Tuareg alleati con la sua scorta. Secondo le dichiarazioni al processo a Tripoli del dicembre 1869/gennaio 1870, due colpi di spada (uno al collo e uno alla mano) furono mortali. La lasciarono sanguinare a morte. Il corpo non fu mai ritrovato.
Vi sono numerose teorie riguardo al motivo dell'omicidio, ma nessuna è mai stata dimostrata. Secondo una di queste teorie le guide avrebbero creduto che le taniche d'acqua contenessero oro. È anche possibile che sia stata uccisa in seguito a uno scontro politico interno tra i capi locali Tuareg. Un altro esploratore, Erwin von Bary, che visitò la zona negli anni 1870, incontrò i partecipanti all'assalto e scoprì che era stato un colpo inferto al "grande uomo anziano" dei Tuareg settentrionali, Ikhenukhen, che avrebbe dovuto essere destituito. L'obiettivo dell'uccisione dei cristiani era quello di provare che Ikhenukhen era troppo debole per poter difendere ancora i viaggiatori. Quest'ultima versione è la più probabile.
Si disse che la sua collezione etnografica presso il museo di Liverpool fosse stata distrutta nel 1941 nel corso di un bombardamento al porto di Liverpool durante la seconda guerra mondiale, così come la chiesa costruita in sua memoria a L'Aia. Recenti ricerche hanno però dimostrato che circa il 75% (oltre 100 oggetti) della collezione sopravvisse a questo blizkrieg.
Una piccola lapide nei pressi di Juba in Sudan che commemora i grandi esploratori del Nilo del XIX secolo ne riporta il nome, così come una targa a Tangeri. Molte delle sue carte rimaste, comprese molte sue lettere dall'Africa, sono conservate presso l'Archivio di Stato dell'Aia. Le sue fotografie si trovano presso l'Archivio di Stato dell'Haags Gemeentearchief (Archivio Municipale dell'Aia).

## Galleria d'immagini

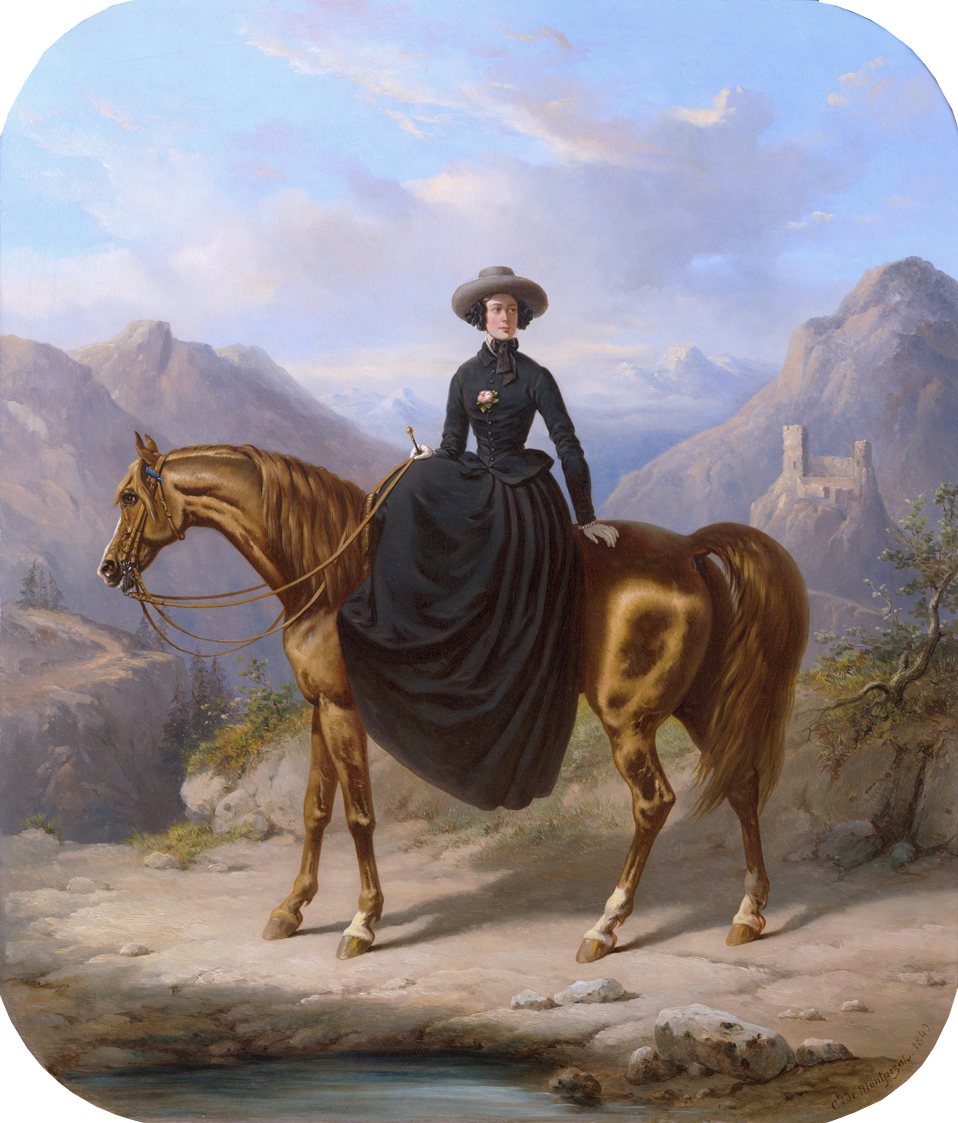
Alexine Tinne ritratta da Henri d'Ainecy Montpezat (1849). Collezione Historisch Museum
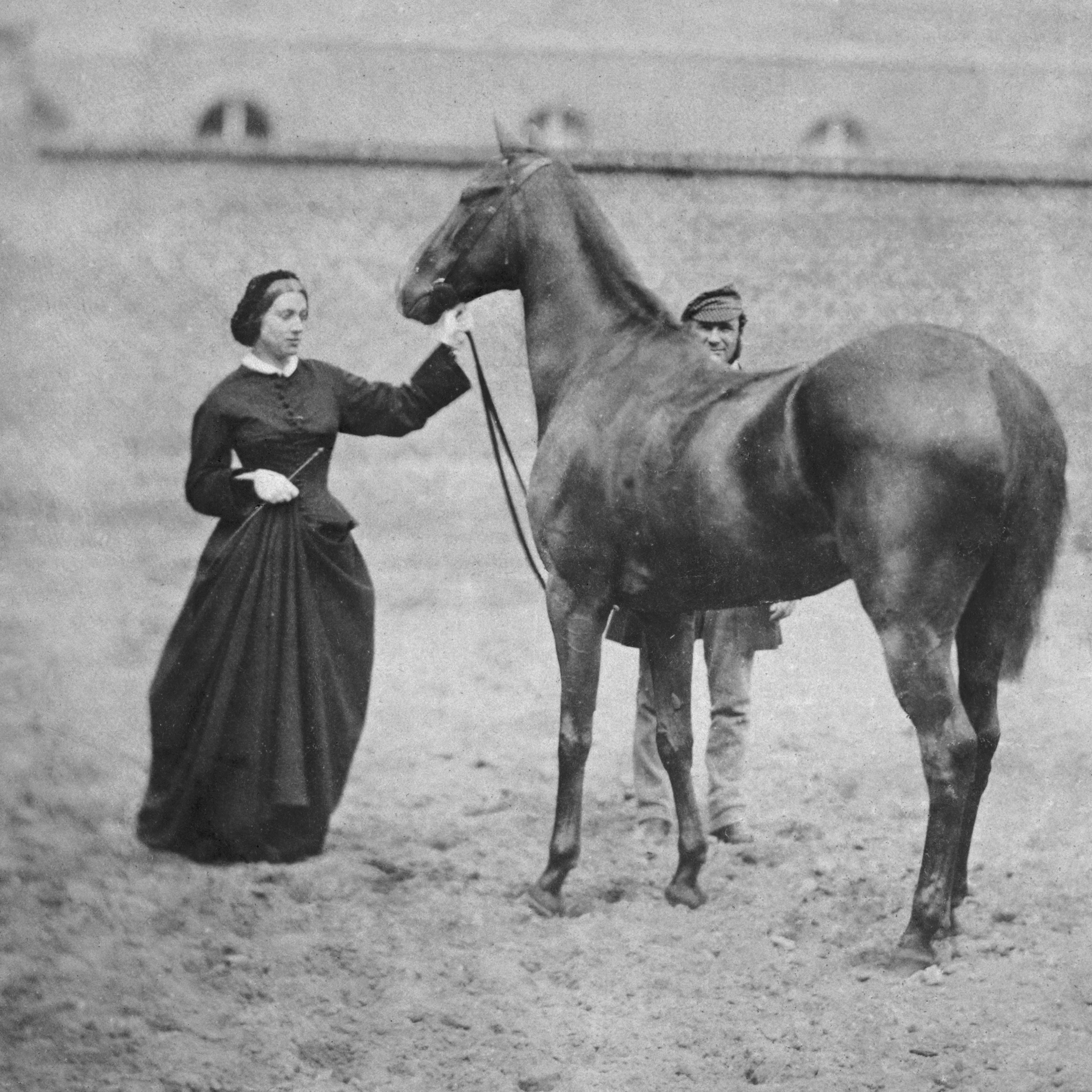
Alexine Tinne a L'Aia (circa 1860) Collezione Dutch National Archive
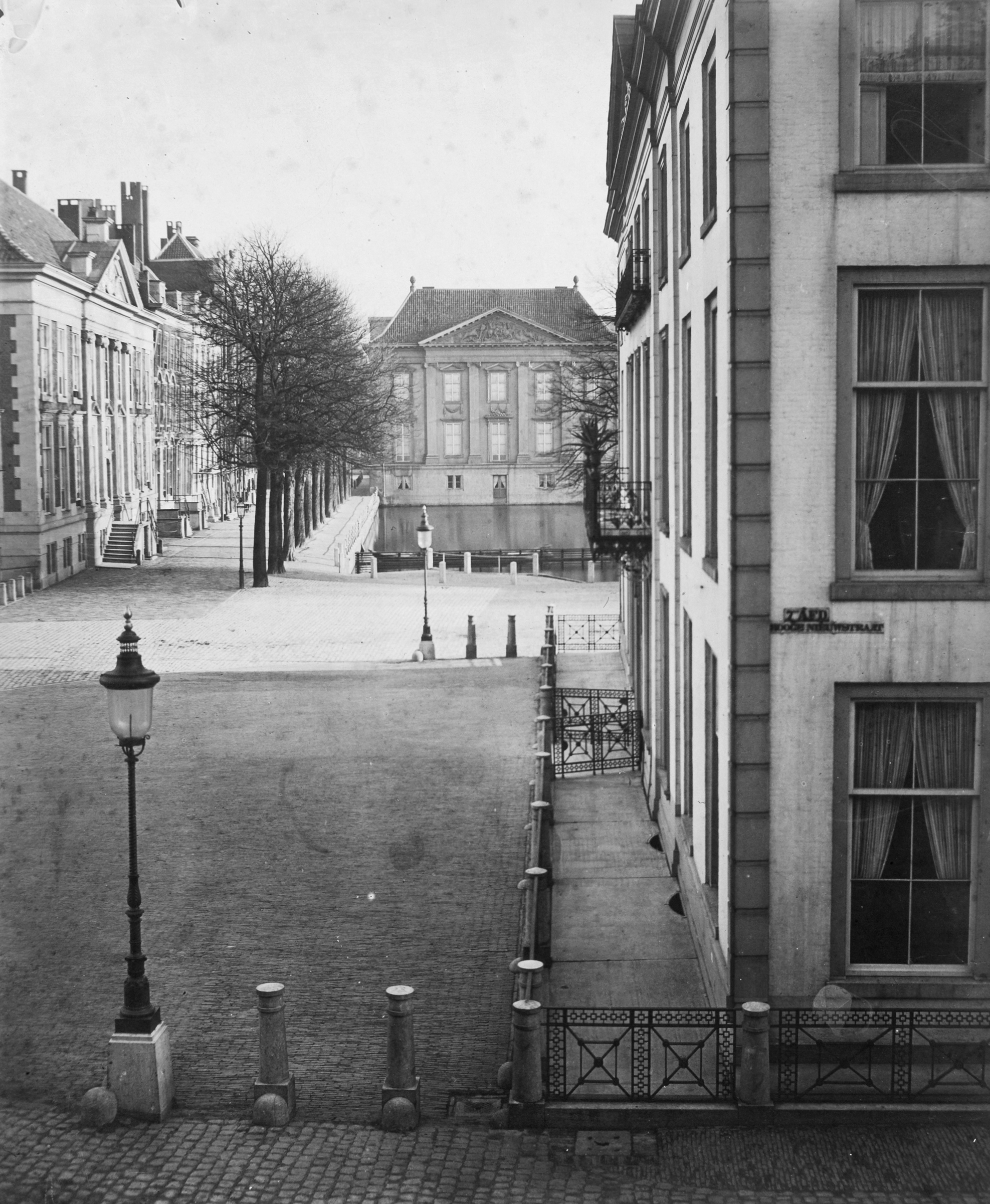
Tournooiveld L'Aia, fotografia di Alexine Tinne. Collezione Haags Gemeentearchief
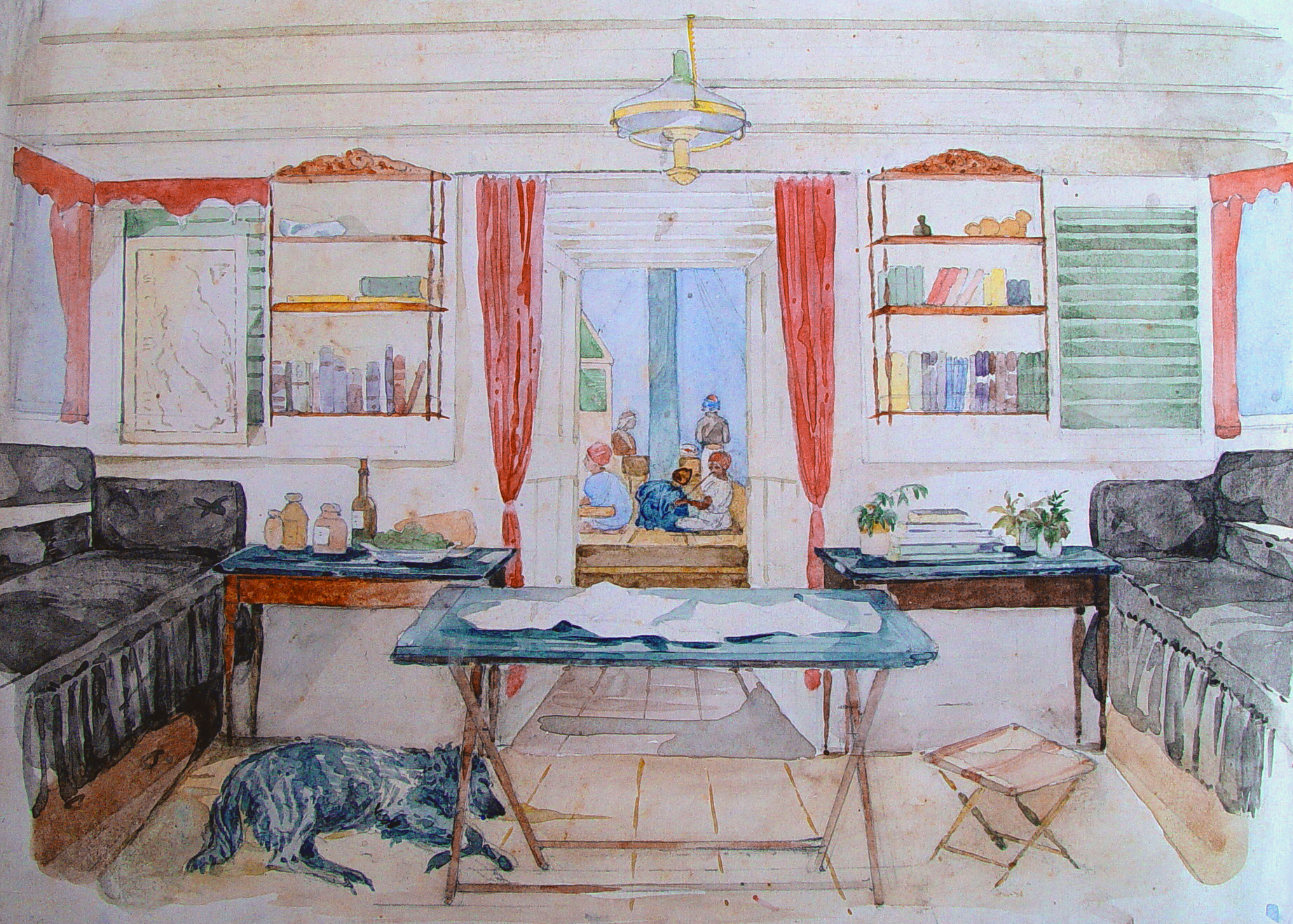
Stanza a Beyrouth, disegno di Alexine Tinne.